# Rafael Urdaneta Vargas
Rafael Guillermo Urdaneta Vargas (Maracaibo, 8 de febrero de 1823-Barbacoas, 10 de marzo de 1862) fue un militar y político venezolano. Era hijo del general Rafael Urdaneta y Dolores Vargas París, próceres de la independencia de Venezuela y Colombia.Fue edecán de los generales José Tadeo Monagas y Santiago Mariño, Secretario de Guerra y Marina interino en 1855 durante la segunda presidencia de José Tadeo Monagas. Poco después es diputado por el Congreso de 1857, llegando a ser Presidente la Cámara de Representantes y firmante de la Constitución del mismo año.

## Biografía
Contrajo matrimonio el 9 de junio de 1851 con Mercedes De la Plaza Manrique de Lara, hija de Ramón De la Plaza Obel-Mejía y de Mercedes Manrique de Lara Fajardo, con quien tuvo por hijos a Rafael, Rodolfo y Mercedes Urdaneta De la Plaza.
Urdaneta estudió en la Academia Militar. Como oficial marchó bajo las órdenes de su padre para liberar la provincia de Maracaibo. En 1841 recibió el grado de subteniente y pasó a laborar en la Secretaría de Guerra de Venezuela. Al año siguiente pidió una licencia en su puesto para viajar a Europa por invitación de su tío, don Pepe París Ricaurte, quien le costeó su estadía en el Viejo Continente. En esas tierras recibió a su padre cuando fue nombrado como embajador en España, pero el benemérito general falleció a solo un mes de haber llegado a Europa. Esta situación lo llevó a regresar a su patria, reintegrándose a su antiguo cargo en el gobierno del general Carlos Soublette. Urdaneta alcanzó el grado de general, y fue postulado como candidato a la presidencia de la República, pero en el desarrollo de la Guerra Federal vio interrumpidas sus aspiraciones.
Desembarca en Píritu en octubre de 1861 junto con Francisco Varguillas. Juan Crisóstomo Falcón lo nombró jefe de las fuerzas liberales del centro, Rafael Guillermo Urdaneta atacó con una fuerza de 400 hombre el pueblo de Barbacoas el 10 de marzo de 1862 para apoderarse de su parque de artillería, logran su objetivo pero son cercados por las fuerzas gubernamentales, por lo que emprenden una accidentada retirada en la que el general Urdaneta es asesinado.
En su memoria el lugar donde murió cambió su nombre denominándose "Municipio Rafael Guillermo Urdaneta" y cada año, en el aniversario de su fundación (21 de mayo), se festejan reconocimientos homenajes al general.

### Legado
El general Luis Level de Goda anotaba que si no se hubiese dado el asesinato de Urdaneta, esté habría representado un alto papel en la política del Mariscal Juan Crisóstomo Falcón y no hubiera adquirido preponderancia la figura de Antonio Guzmán Blanco:
«Si no muere entonces habría influido notablemente en el ánimo del caudillo federal, y dadas las buenas condiciones de Urdaneta, su influencia habría sido muy benéfica y evitado grandes males; sobre todo, vivo Urdaneta no hubiera surgido Guzmán Blanco, como surgió luego, ocupando el puesto de aquél».
El hermano de Rafael, don Amenodoro Urdaneta, reputado escritor, apologeta y crítico literario, se dedicó a recordar el legado del general federal y equipararlo con el de su padre:
«Era necesario herir las glorias de Colombia! Para ello debía ser sacrificado uno de los fundadores de la Federación, hijo de uno de los fundadores de Colombia..
¡Qué atrocidad! el alma infernal de la oligarquía, con todos sus atributos, con todas sus advocaciones, se reconcentró para dar aquel tremendo golpe. El centro de la República fue poseído rápidamente de aquella idea: mil órdenes se cruzaron: fueron repartidos grados í dineros....en fin, se formó una liga para asesinar a un hombre! El prestigio, las virtudes, la capacidad í el nombre de mi hermano eran demasiado temibles para esos criminales dominadores de Venezuela...»